# ستيفن ميرفي
ستيفن ميرفي (بالإنجليزية: Stephen Murphy)‏ هو كاتب أمريكي، ولد في 3 نوفمبر 1980.

## وصلات خارجية
- الموقع الرسمي
- ستيفن ميرفي على موقع IMDb (الإنجليزية)